# Ленстер
Ленстер (енгл. Leinster, ир. Laighin, Laigin) је провинција на истоку Ирске, која обухвата дванаест округа: Карлоу, Даблин, Килдер, Килкени, Лиш, Лонгфорд, Лауд, Мид, Офали, Вестмид, Вексфорд и Виклоу. Простире се на територији од 19.774 , а према попису из 2006. године провинција је имала 2.292.939 становника.
Највећи град Ленстера је Даблин (престоница Ирске), чије шире подручје је 2006. имало 1.661.185 становника. Од осталих већих градова издвајају се: Свордс, Дрогеда, Дандалк и др.